# Viola berggrenii
Viola berggrenii är en violväxtart som beskrevs av Wilhelm Becker. Viola berggrenii ingår i släktet violer, och familjen violväxter. Inga underarter finns listade i Catalogue of Life.